# Меморіал Івана Глінки 2009
Меморіал Івана Глінки (англ. Ivan Hlinka Memorial) — 19-й міжнародний юніорський хокейний турнір.

## Група АБржецлав
| М  | Команда   | І | В | ВО | ПО | П | Ш    | О |
| -- | --------- | - | - | -- | -- | - | ---- | - |
| 1. | Канада    | 3 | 3 | 0  | 0  | 0 | 18:5 | 9 |
| 2. | Швеція    | 3 | 2 | 0  | 0  | 1 | 11:6 | 6 |
| 3. | Чехія     | 3 | 1 | 0  | 0  | 2 | 3:13 | 3 |
| 4. | Швейцарія | 3 | 0 | 0  | 0  | 3 | 5:13 | 0 |

- Канада -  Швеція 3-2 (0-1,2-0,1-1)
- Чехія -  Швейцарія 2-0 (0-0,0-0,2-0)
- Швейцарія -  Канада 3-6 (2-2,1-2,0-2)
- Чехія -  Швеція 1-4 (1-1,0-2,0-1)
- Швеція -  Швейцарія 5-2 (2-0,2-1,1-1)
- Чехія —  Канада 0-9 (0-2,0-4,0-3)

## Група ВП'єштяни
| М  | Команда    | І | В | ВО | ПО | П | Ш     | О |
| -- | ---------- | - | - | -- | -- | - | ----- | - |
| 1. | Росія      | 3 | 3 | 0  | 0  | 0 | 19:8  | 9 |
| 2. | США        | 3 | 1 | 1  | 0  | 1 | 13:12 | 5 |
| 3. | Словаччина | 3 | 1 | 0  | 1  | 1 | 14:16 | 4 |
| 4. | Фінляндія  | 3 | 0 | 0  | 0  | 3 | 8:18  | 0 |

- США -  Росія 3-4 (2-1,1-3,0-0)
- Словаччина -  Фінляндія 7-2 (3-2,3-0,1-0)
- Фінляндія -  США 2-3 (1-0,0-2,1-1)
- Словаччина -  Росія 1-7 (0-4,1-1,0-2)
- Росія -  Фінляндія 8-4 (2-0,2-2,4-2)
- Словаччина —  США 6-7 ОТ (1-2,3-3,2-1,0-1)

## Фінальна стадія

### Матч за 7 місце
- Швейцарія —  Фінляндія 5-1 (2-0,0-1,3-0)

### Матч за 5 місце
- Словаччина —  Чехія 3-4 (1-0,2-1,0-3)

### Матч за 3 місце
- Швеція -  США 9-2 (2-0,5-2,2-0)

### Фінал
- Канада -  Росія 9-2 (2-1,4-1,3-0)